# Puya venezuelana
Puya venezuelana là một loài thực vật có hoa trong họ Bromeliaceae. Loài này được L.B.Sm. miêu tả khoa học đầu tiên năm 1959. Chúng là loài đặc hữu của Venezuela.